# Futurismo ruso

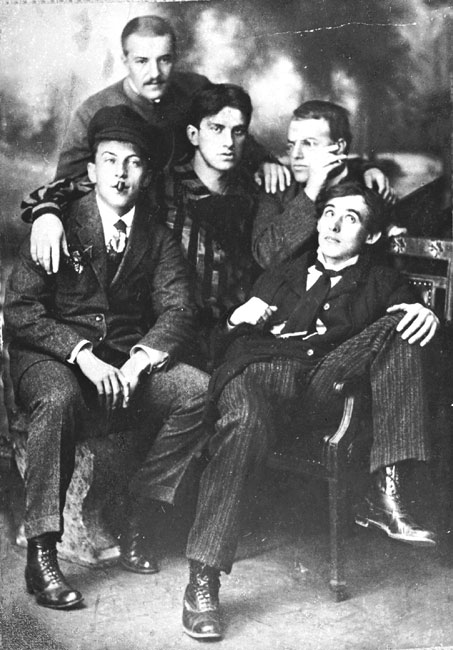
Foto de los futuristas (de izda. a dcha.): Benedikt Lifshits, Vladímir Burliuk, Vladímir Mayakovski, David Burliuk y Alekséi Kruchónyj. Entre 1912 y 1913.

El futurismo ruso fue una corriente de la vanguardia rusa, relacionada con el futurismo italiano, que surgió en Rusia en los años previos a la Primera Guerra Mundial. Suele considerarse el acto inicial del movimiento la publicación, en diciembre de 1912, del manifiesto "Bofetada al gusto del público", firmado por los componentes del grupo "Hylaea", de San Petersburgo, Velimir Jlébnikov, Alekséi Kruchónyj (en:Aleksei Kruchyonykh), Vladímir Mayakovski y David Burliuk. No obstante, además de este existieron contemporáneamente otros grupos futuristas, como los "ego-futuristas" de Ígor Severyanin, también de San Petersburgo, el grupo Tsentrifuga, de Moscú, que contaba entre sus miembros a Borís Pasternak, y otros muchos en ciudades como Kiev, Járkov y Odesa.
Al igual que los italianos, los futuristas rusos estaban fascinados por el dinamismo, la velocidad y la inquietud de la vida urbana moderna. Buscaron deliberadamente causar escándalo y llamar la atención anunciando que repudiaban el arte estático del pasado. Según ellos, autores como Pushkin, Tolstói y Dostoyevski debían ser "arrojados por la borda del barco de la Modernidad". No reconocían ningún tipo de líder o mentor literario: incluso el propio Filippo Tommaso Marinetti, iniciador del futurismo en Italia, que viajó a Rusia en 1914 para hacer propaganda de su credo estético, fue abucheado por algunos futuristas rusos.

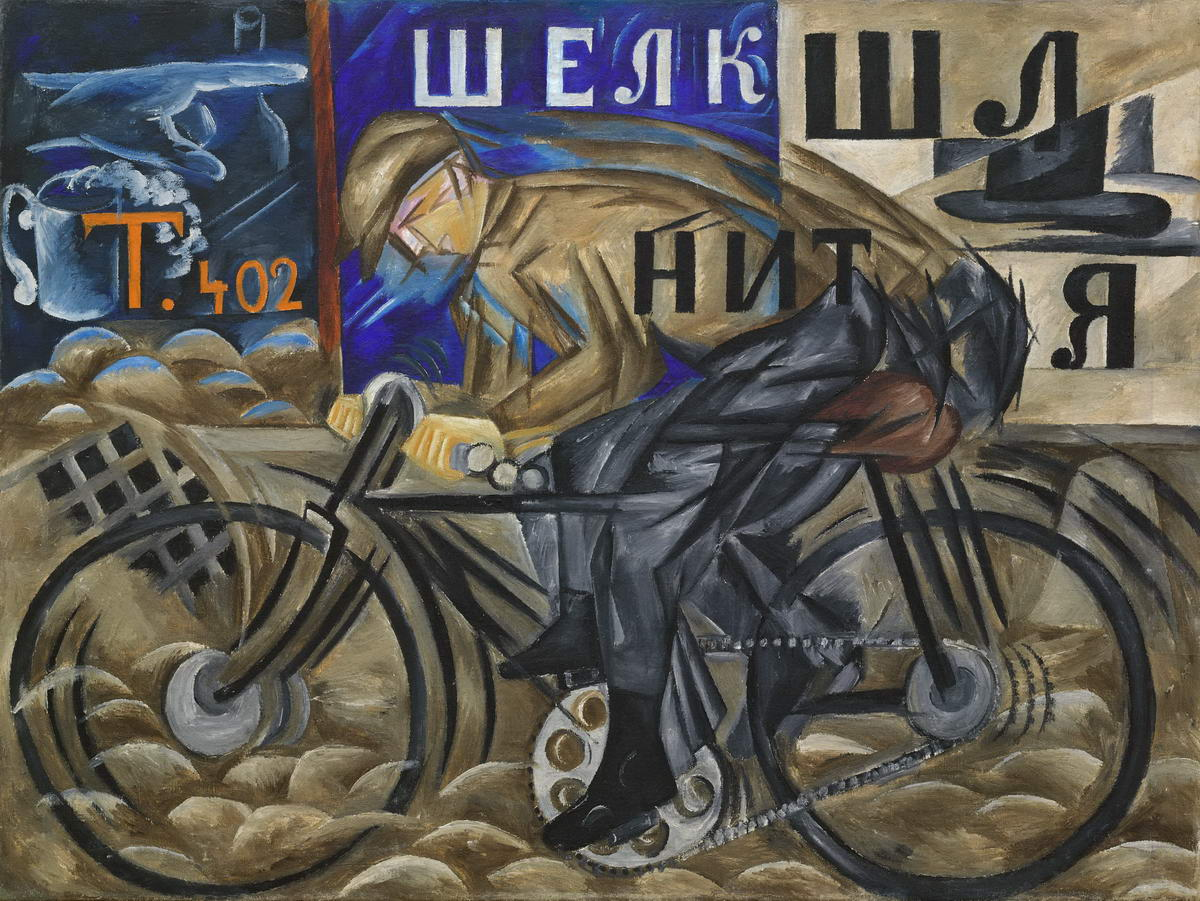
Natalia Goncharova. El ciclista es una obra de la época futurista de Goncharova. 1913

A diferencia del movimiento fundado por Marinetti, el futurismo ruso fue más literario que plástico. Aunque algunos de los principales poetas futuristas, como Mayakovski y Burliuk, eran también pintores, su interés prioritario fue siempre la literatura.
Por otro lado, artistas ya consagrados, como Mijaíl Lariónov, Natalia Goncharova y Kazimir Malévich, encontraron inspiración en la refrescante imaginería de los poemas futuristas, e, incluso, llegaron a experimentar ellos mismos con el verso. Poetas y pintores colaboraron en producciones de carácter innovador, como la ópera futurista Victoria sobre el sol, con música de Mijaíl Matiushin, libreto de Kruchónyj y escenarios de Malévich. 